# Lista das regiões de turismo de Portugal
As regiões de Turismo de Portugal foram alteradas pela última vez no ano de 2013 e passaram a corresponder às NUT II.
A publicação da Lei n.º 33/2013, de 16 de maio, estabeleceu cinco áreas regionais de turismo em Portugal Continental, que refletem as áreas abrangidas pelas unidades territoriais utilizadas para fins estatísticos NUTS II – Norte, Centro, Lisboa e Vale do Tejo, Alentejo e Algarve.
A nova Lei define ainda o regime jurídico da organização e funcionamento das entidades regionais de turismo, às quais compete valorizar e desenvolver as potencialidades turísticas e gerir de forma integrada os destinos no quadro 
O novo modelo de gestão estimula o envolvimento dos agentes privados na ação destas entidades e determina também a existência de quatro órgãos: a assembleia geral, onde têm assento as entidades participantes; a comissão executiva, órgão executivo e de gestão da entidade regional; o conselho de marketing, responsável pela aprovação e acompanhamento da execução do plano de marketing; e o fiscal único.

## Regiões de turismo de Portugal
De acordo com os respetivos estatutos, as entidades regionais de turismo adotam as seguintes denominações:
- Turismo do Porto e Norte de Portugal, com sede em Viana do Castelo;
- Turismo Centro de Portugal, com sede em Aveiro;
- Entidade Regional de Turismo da Região de Lisboa, com sede em Lisboa;
- Entidade Regional de Turismo do Alentejo e Ribatejo, com sede em Beja;
- Região de Turismo do Algarve, com sede em Faro.

## Antigas regiões de turismo de Portugal
Anteriormente à publicação desta nova lei as Regiões de Turismo de Portugal eram as seguintes:
- Direcção Regional do Turismo dos Açores (Horta)
- Direcção Regional do Turismo da Madeira (Funchal)
- Região de Turismo do Algarve (Faro)
- Região de Turismo do Norte Alentejano(Elvas)
- Região de Turismo do Alto Minho (Viana do Castelo)
- Região de Turismo do Alto Tâmega e Barroso (Chaves)
- Região de Turismo do Centro (Coimbra)
- Região de Turismo da Costa Azul (Setúbal)
- Região de Turismo Dão Lafões (Viseu)
- Região de Turismo Douro Sul (Lamego)
- Região de Turismo de Évora (Évora)
- Região de Turismo de Leiria/Fátima (Leiria)
- Região de Turismo do Nordeste Transmontano (Bragança)
- Região de Turismo do Oeste (Óbidos (Portugal))
- Região de Turismo Planície Dourada (Beja)
- Região de Turismo do Ribatejo (Santarém)
- Região de Turismo da Rota da Luz (Aveiro)
- Região de Turismo de São Mamede (Portalegre)
- Região de Turismo da Serra da Estrela (Covilhã)
- Região de Turismo da Serra do Marão (Vila Real)
- Região de Turismo dos Templários (Floresta Central e Albufeiras) (Tomar)
- Região de Turismo do Verde Minho (Braga)

Nesta altura as duas maiores cidades, Lisboa e Porto, não pertenciam a uma região de turismo.